# Église Saint-Martin de Bièvres
Pour les articles homonymes, voir Église Saint-Martin.
L'église Saint-Martin est une église paroissiale de culte catholique, dédiée à l'apôtre des Gaules saint Martin, située dans la commune française de Bièvres et le département de l'Essonne.

## Situation
| \| Localisation de l'église Saint-Martin dans l'Essonne. · Église Saint-Martin \| Localisation de l'église Saint-Martin dans l'Essonne. |
| Localisation de l'église Saint-Martin dans l'Essonne. · Église Saint-Martin                                                             |

L'église Saint-Martin est implantée dans le centre-ville de Bièvres entre la mairie qui occupe le château Silvy et le château des Mathurins, à proximité de la confluence de la Bièvre et la Sygrie.

## Historique
La première église Saint-Martin a été édifiée au XIVe siècle puis ruinée pendant la guerre de Cent Ans. 
Elle fut en partie reconstruite au début du XVIe siècle et reçut sa dédicace le 11 juillet 1536 par l'évêque du Mans René du Bellay. Elle était alors dédiée à saint Martin, saint Laurent, saint Priest et saint Clément de Rome.
En 1836, Victor Hugo écrit un poème Dans l'église de * (recueil Les chants du crépuscule) qui est l'église de BIèvres visitée avec Juliette Drouet.
À la fin du XIXe siècle, la façade fut modifiée et enrichie d'un porche avancé, les vitraux furent remplacés en 1879 et le chœur décoré en 1886.
En 1944, les cloches ont été inscrites aux monuments historiques en tant qu'objets. En 1977, les fonts baptismaux ont à leur tour été inscrits. En 1986, l'église fut inventoriée par le ministère de la culture au titre des monuments historiques.

## Extérieur
Seul le clocher subsiste de l'église du XIVe siècle, il est équipé de contreforts et de baies géminées, surmontés d'un toit à quatre pans d'ardoise et d'une croix en fer. Les cloches en bronze datent de 1760 et 1785. 
La croix de cimetière en granit de la place mesure un mètre quatre-vingt-treize, elle a été inventoriée en 1986. 
La façade et le porche ont été modifiés au XIXe siècle. La façade présente aujourd'hui une verrière surmontée d'une dentelle recevant une horloge et deux fenêtres. Le porche est surmonté d'une croix en pierre et décoré de trois billettes. 

## Intérieur
La nef à voûte en berceau, le chœur polygonal et la toiture ont été reconstruits au tout début du XVIe siècle.  
La voûte est maintenue par un chaînage en bois dont les clés sont frappées des blasons des notables de la ville. L'un des murs porte le blason ornementé de l'évêque René du Bellay. 
Les fonts baptismaux du XVIIIe siècle disposent d'un socle en calcaire, d'une vasque en marbre rouge et d'un couvercle en bois. 
Sur le mur gauche de la nef, a été remonté en lambris de chêne le dos du banc d’œuvre du XVIIIe siècle. 
Au revers de la façade, sur une dalle commémorative posée en 1721 par Georges Maréchal, premier chirurgien des rois Louis XIV et Louis XV, on lit aisément le texte d'une fondation faite au profit d' "un pauvre homme ou femme des plus vieux du village". 
Les sept verrières du XIXe siècle représentent les saints Laurent, Martin, Paul, Priest, l'Éducation de la Vierge et la sainte Trinité.   

## Curés
- 15..-15.. : Jean Brumereau, qui en 1541 mis en scène avec Robert Landoys, laboureur à Sceaux le  Jeu de la Vengeance et destruction de Jhérusalem , au village du Plessis-Piquet en faisant appel au peintre Christophe Loyson pour réaliser les décors et costumes et autres truquages nécessaires à cette représentation[8]
- 1852-1876 : Joseph Rio, (Port-Louis 27 février 1800 - Île d'Arz 6 novembre 1876), fut détenteur de la baignoire dans laquelle Marat fut assassiné[9]

## Galerie

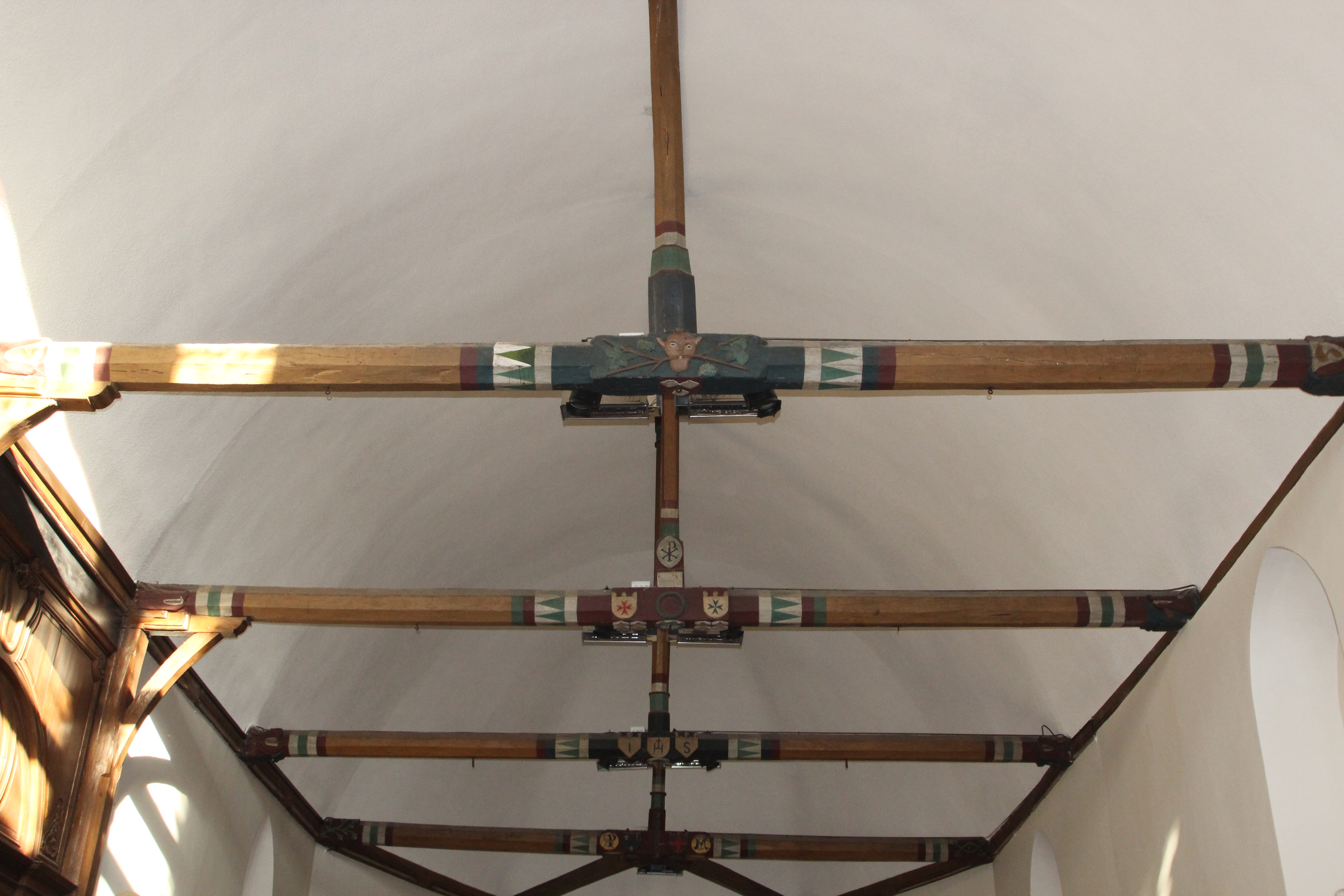
Charpente
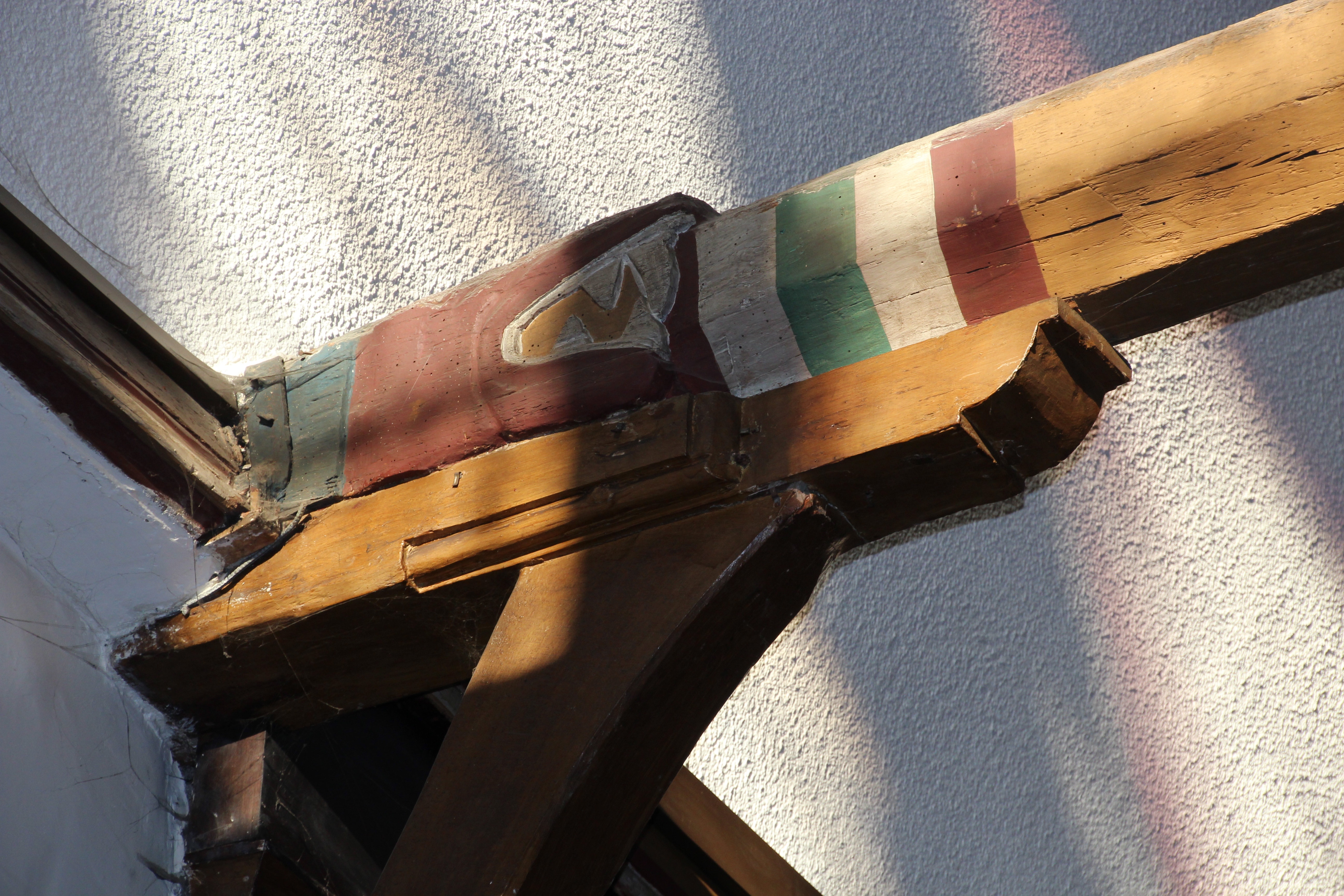
Détail de la charpente
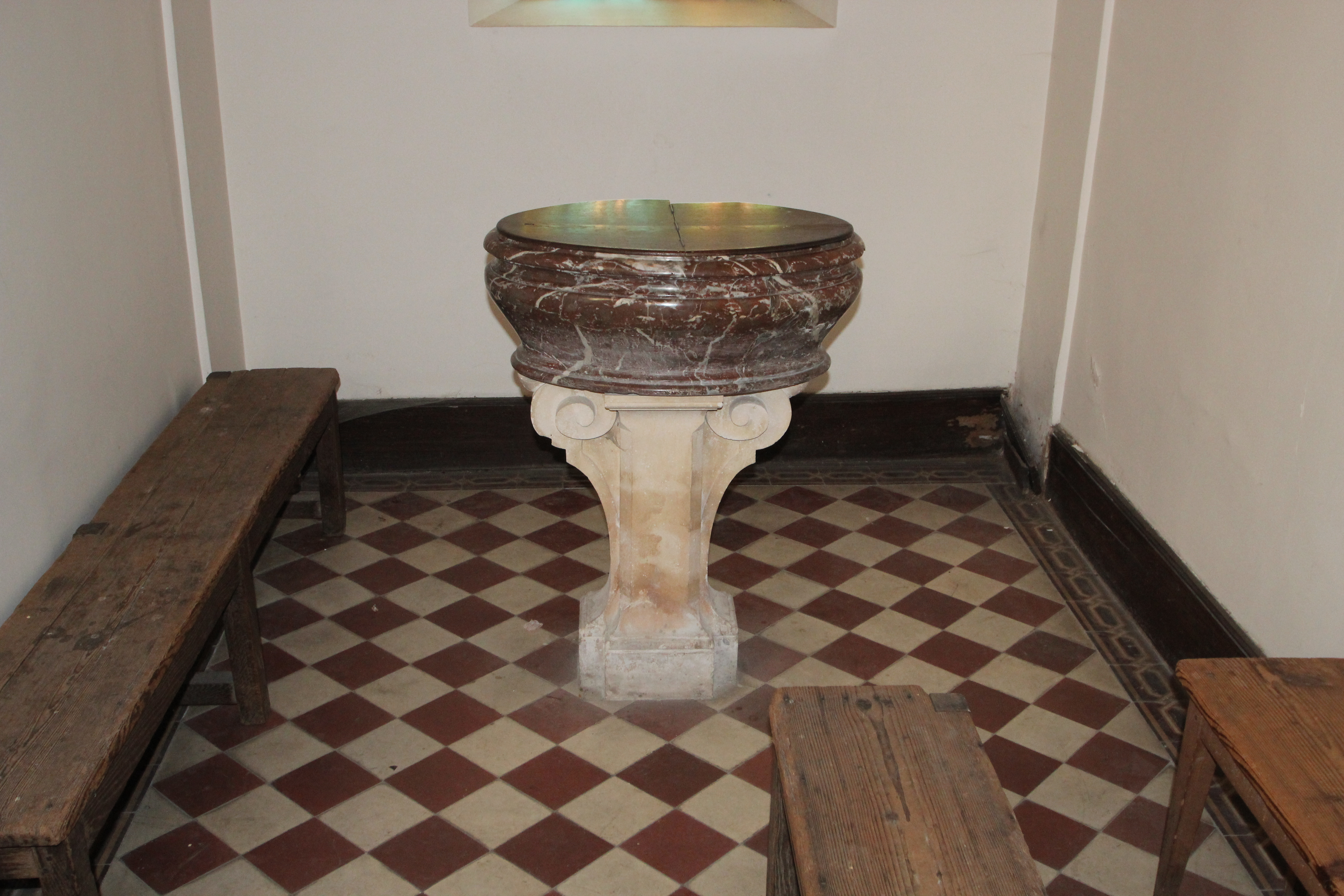
Fonts baptismaux
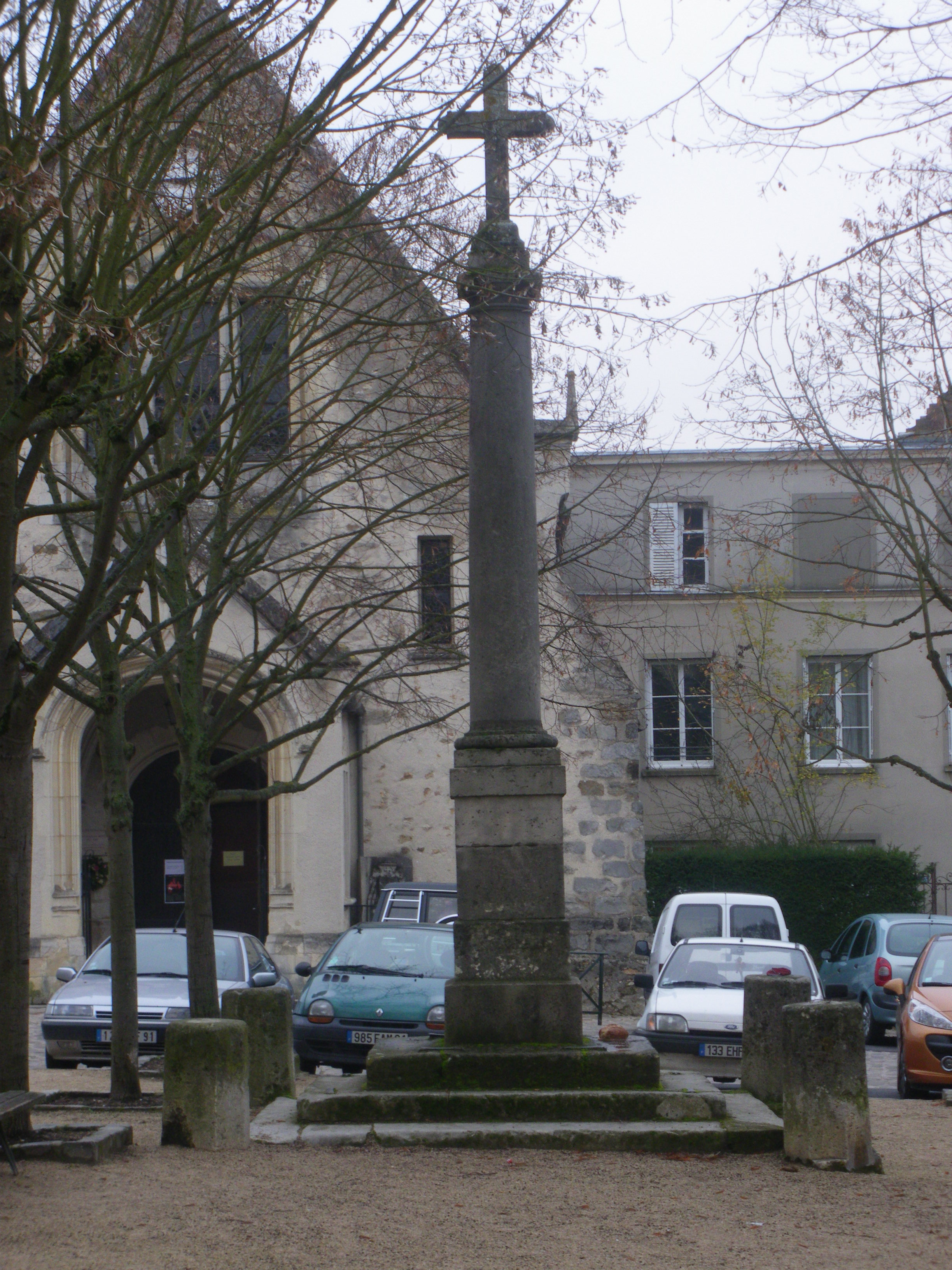
La croix sur la place de l'église.

## Sources
1. ↑  « Les Chants du crépuscule/Dans l’église de *** - Wikisource », sur fr.wikisource.org (consulté le 18 avril 2021)
2. ↑  Fiche de l'église Saint-Martin sur la base Mérimée du ministère de la Culture. Consulté le 15/06/2009.
3. ↑  Fiche de la cloche de 1785 sur la base Palissy du ministère de la Culture. Consulté le 15/06/2009.
4. ↑  « Fonts baptismaux », sur www.pop.culture.gouv.fr (consulté le 18 avril 2021)
5. ↑  « Lambris de revêtement : panneaux provenant du banc d'oeuvre. », sur www.pop.culture.gouv.fr (consulté le 18 avril 2021)
6. ↑  Ferdinand baron de Guilhermy, Inscriptions de la France du Ve siècle au XVIIIe, Imprimerie nationale, 1877 (lire en ligne), p. 251
7. ↑  « Dalle commémorant la fondation de Marguerite Legras », sur www.pop.culture.gouv.fr (consulté le 18 avril 2021)
8. ↑    Archives nationales de France, minutier central, étude XXXIII, Yves Bourgeois notaire, pièce n°18. (1541)
9. ↑  Histoire de la baignoire de Marat